# Сім дівчат (фонтан)

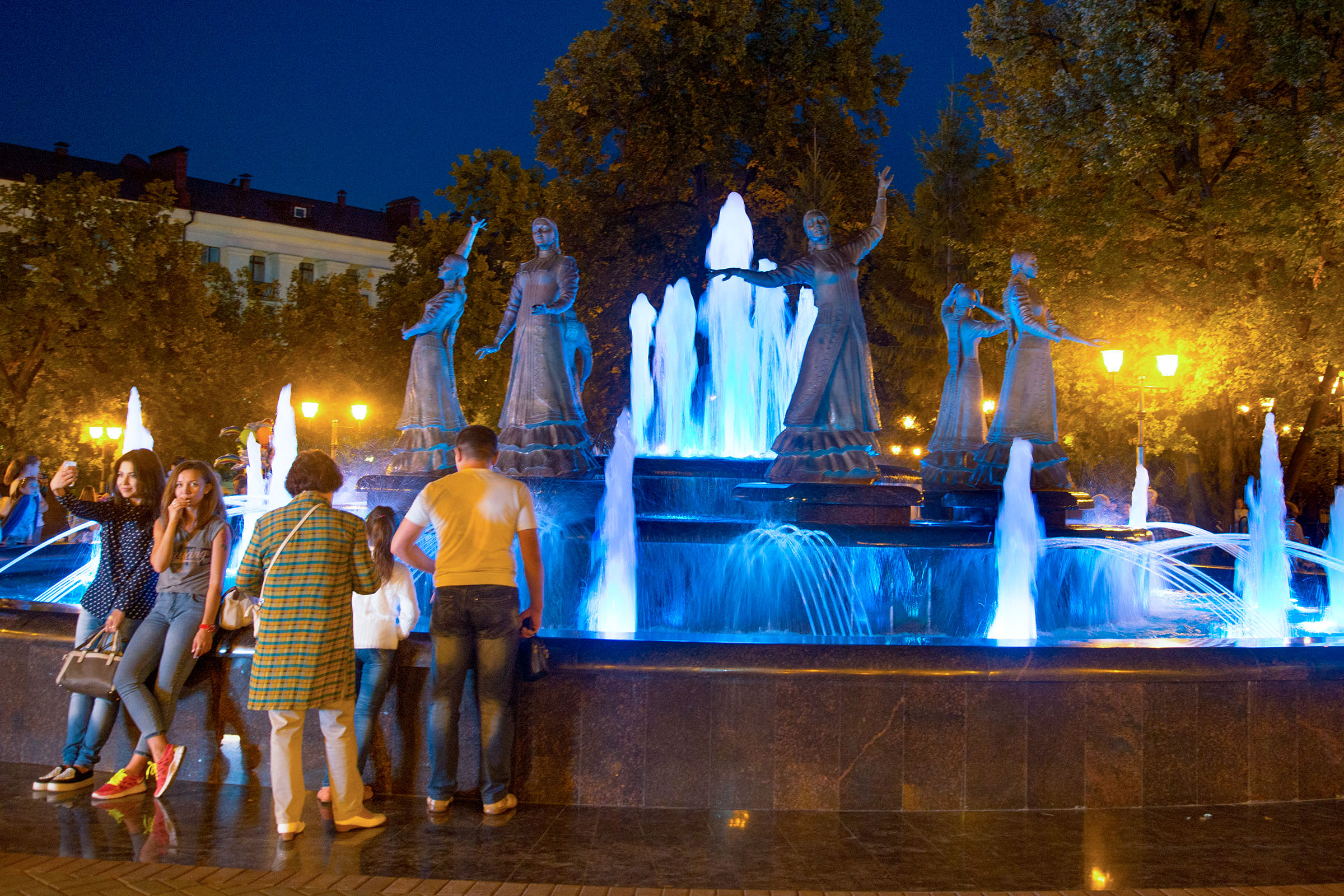
Фонтан «Сім дівчат» в Уфі

Фонтан «Сім дівчат» (башк. «Ете ҡыҙ» фонтаны) — фонтан у місті Уфа, який збудований за мотивами башкирських народних легенд. Діаметр 18 метрів. Автор — заслужений художник Республіки Башкортостан, лауреат Державної премії імені Салавата Юлаєва, скульптор Ханіф Хабібрахманов.

## Легенда
Семеро дівчат, схожі між собою як краплі води були вкрадені розбійниками. Небажавши жити в неволі, дівчата втопились в озері. Тоді, після їх трагічної загибелі, на небі з'явилось сім нових зірок.

## Відкриття
Церемонія відкриття відбулася 30 червня 2015 року у сквері між будівлями Башкирського державного театру опери та балету та «Гостинного двору». У церемонії відкриття взяли участь Молодіжний симфонічний оркестр і Ансамбль народного танцю імені Файзі Гаскарова.

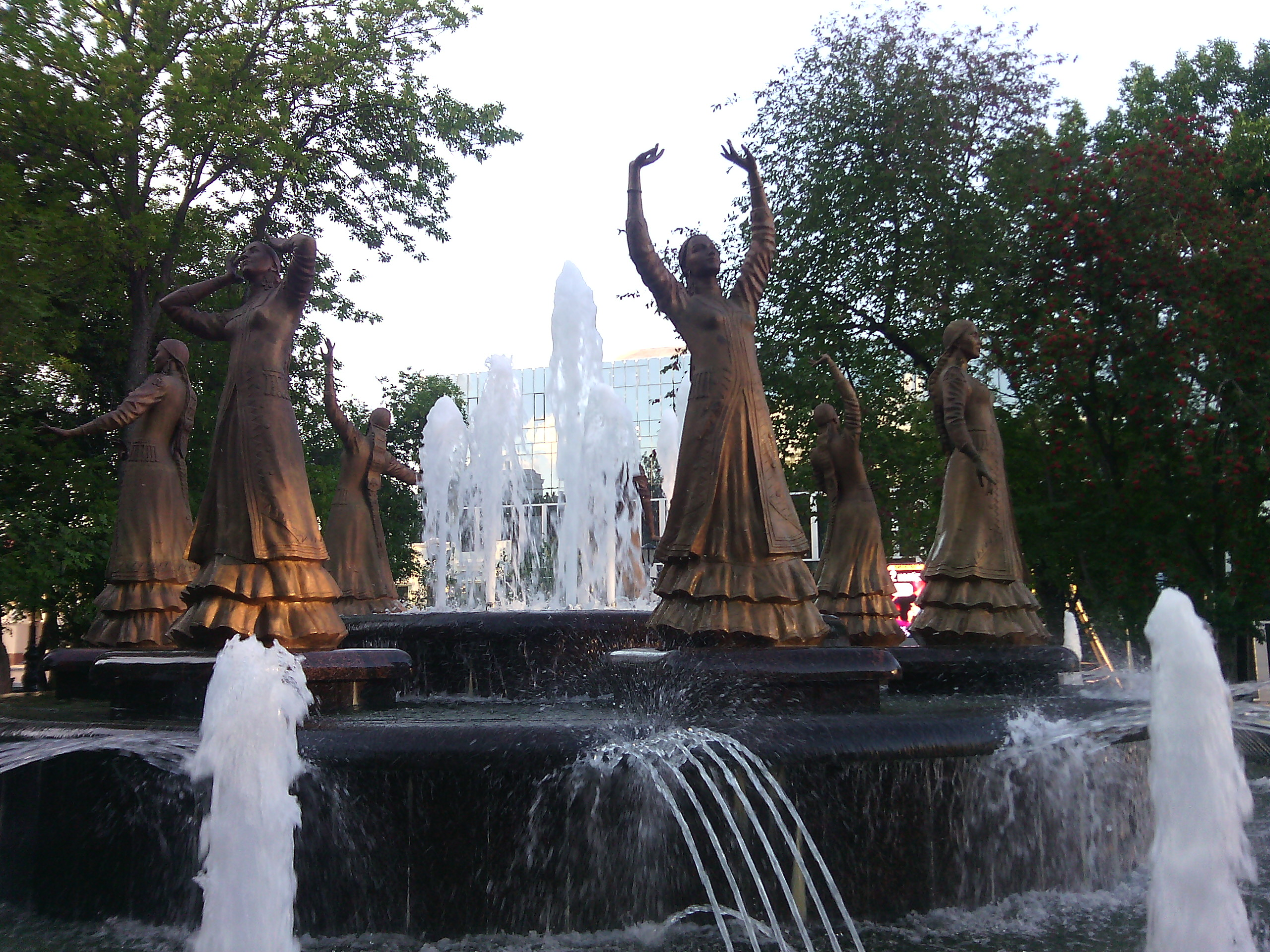